# التهرب من التجنيد
يُعرف التهرب من التجنيد بأنّه أي محاولة ناجحة للتخلف عن التزام تفرضه الحكومة بالخدمة في القوات العسكرية في دولة ما. ينطوي التهرب من التجنيد أحيانًا على رفض الامتثال لقوانين التجنيد العسكرية في دولة ما. أُفيد بأن التهرب غير القانوني من التجنيد ساد كل نزاع عسكري وقع خلال القرنين العشرين والواحد والعشرين، والذي فرض فيه واحد من أطراف النزاع على الأقل التجنيد الإجباري. عادة ما يُعتبر التهرب من التجنيد جريمة جنائية، وشُرّعت العديد من القوانين ضده منذ آلاف السنين.
تتعدد ممارسات التهرب من التجنيد. تُعرف الممارسات التي تتقيد بالقانون أو التي تتحايل عليه والتي لا تنطوي على اتخاذ موقف عام باسم أساليب تفادي التجنيد. تُعرف الممارسات التي تنطوي على خرق القانون علنُا أو اتخاذ موقف عام باسم مقاومة التجنيد. يُشار أحيانًا إلى المتهربين من التجنيد باسم مراوغي التجنيد، وإن كان هذا المصطلح استُخدم كذلك في سياقات معينة بدون حكم أو تشريفيًا.
التهرب من التجنيد هو ظاهرة كبيرة سادت العديد من الدول مثل كولومبيا وإريتريا وكندا وفرنسا وروسيا وكوريا الجنوبية وسوريا والولايات المتحدة. تفيد تقارير الباحثين والصحفيين، فضلًا عن كتابات ألّفها المتهربون من التجنيد، إلى أن دوافع المتهربين ومعتقداتهم لا يمكن أن تكون نمطية على نحو مفيد.

## ممارسات التهرب من التجنيد
مارست فئة الشباب مجموعة واسعة من أساليب التهرب من التجنيد في جميع أنحاء العالم. يعود تاريخ بعض تلك الممارسات إلى آلاف السنين. يتمثل الغرض الأساسي هنا بتحديد عينات تمثيلية لممارسات التهرب من التجنيد ودعم الإجراءات التي حددها الباحثون والصحفيون. يمكن الاطلاع على العديد من أمثلة هذه الممارسات والأنشطة في قسم التهرب من التجنيد في دول العالم أدنى هذه الصفحة.

### تفادي التجنيد
ينطوي أحد أنواع ممارسات تفادي التجنيد على المحاولات الرامية إلى اتباع قوانين التجنيد والتحلي بمعنوياتها في سبيل الحصول على تأجيل للتجنيد أو إعفاء قانوني منه. تكون هذه التأجيلات والإعفاءات مدفوعة باعتبارات سياسية أحيانًا. ثمة نوع آخر يتمثل في محاولات الالتفاف على مضمون قوانين التجنيد ومنطلقها أو التلاعب بها أو انتهاكها بصورة سرية بغية الحصول على تأجيل أو إعفاء. جميع المحاولات الرامية إلى تفادي التجنيد تقريبًا سرية وغير منشورة. تشمل الأمثلة على ذلك ما يأتي:

#### بالتقيد بالقانون
- المطالبة بحق رفض أداء الخدمة العسكرية باعتبار الشخص معترضًا ضميريًا على أساس معتقدات دينية أو أخلاقية.[10]
- المطالبة بتأجيل تجنيد الطالب، وذلك عندما يكون الشخص ملتحقًا بالمدرسة الإعدادية من أجل الدراسة والتعلم.
- ادعاء المعاناة من مشكلة طبية أو نفسية، في حال كانت المشكلة الصحية المزعومة حقيقية وخطيرة.
- ادعاء الشخص بأنه مثلي الجنس، إذ يُستثنى مثليو الجنس من الجيش.
- ادعاء المعاناة من مصاعب اقتصادية، في حال كانت تلك المصاعب حقيقية ويعترف القانون بها.
- شغل وظيفة تعتبرها الحكومة مهنة حكومية أساسية.
- الإعفاءات الشرائية من الخدمة العسكرية في الدول التي تسمح بمثل تلك المدفوعات.
- عدم وقوع الاختيار على الشخص في قرعة التجنيد، إذ تحدد القرعة دور دعوة الشخص إلى أداء الخدمة العسكرية، أو عدم التواجد في فئة عمرية معينة، إذ يحدد العمر موعد أداء الخدمة العسكرية.
- عدم القدرة على تحمل تكاليف الدروع أو المعدات الأخرى، ولا سيما في المؤسسات التي تطالب المجندين إحضار المعدات الخاصة بهم.

#### بالتحايل على القانون
- اكتساب صفة المعترض الضميري بإثبات معتقدات دينية أو أخلاقية زائفة.
- حصول الطالب على تمديد فترة الدراسة لأطول فترة ممكنة أثناء التحاقه بالمدرسة في سبيل تجنب التجنيد.[11]
- ادعاء المعاناة من مشكلة طبية أو نفسية زائفة.
- العثور على طبيب يشهد لشخص سليم بعمر التجنيد بأنه غير لائق طبيًا، إما عن طيب خاطر أو مقابل أجر.
- ادعاء الشخص زيفًا بأنه مثلي الجنس، إذ يستبعد الجيش المثليين جنسيًا.
- ادعاء المعاناة من المصاعب الاقتصادية، والمبالغة في تقدير المصاعب المزعومة.
- تعمُّد الفشل في إجراء اختبارات الاستخبارات العسكرية.
- لجوء النساء إلى الحمل للتهرب من التجنيد، ولا سيما في الدول التي تفرض التجنيد على النساء غير الأمهات.
- الحصول على مساعدة شخص ذو تأثير على الموظف المسؤول عن عملية التجنيد.
- رشوة الضابط المسؤول عن عملية التجنيد.

### مقاومة التجنيد
يُشار أحيانًا إلى ممارسات التهرب من التجنيد التي تنطوي على خرق صريح للقانون أو على مقاومة واعية ومنظمة ضد سياسة الحكومة باسم مقاومة التجنيد. تشمل الأمثلة على ذلك ما يأتي:

#### الإجراءات التي اتخذها المقاومون
- رفض التسجيل في التجنيد حيث الدول التي يشترط قانونها ذلك.[11]
- عدم الإبلاغ عن الفحص الجسدي الذي يخضع الشخص له بغية التجنيد، أو عن التعيين أو الاستدعاء العسكري، في الدول التي يشترط القانون ذلك.
- المشاركة في تنظيم مسيرات وحملات إحراق بطاقات التجنيد.
- العيش في الخفاء (كالعيش مع أوراق هوية مزورة) والعمل في وظيفة غير معلن عنها بعد الاتهام بالتهرب.
- السفر أو الهجرة إلى بلد آخر، عوضًا عن الخضوع إلى المحاكمة أو الاستدعاء العسكري.
- الذهاب إلى السجن، بدلًا من الخضوع للاستدعاء العسكري أو أي خدمة حكومية بديلة.

#### الإجراءات التي اتخذها المؤيدون أو المقاومون
- تنظيم التجمعات أو المظاهرات السلمية في الشوارع ضد التجنيد والاشتراك بها.[13]
- تشجيع المتهربين من التجنيد علنًا أو مساعدتهم أو تحريضهم.
- تعطيل عمليات أو إجراءات الاجهزة العسكرية عمدًا.
- تدمير مسودات سجلات الأجهزة العسكرية.
- تنظيم أعمال الشغب ضد التجنيد والمشاركة بها.
- تأسيس حركة مناهضة للحرب ترى مقاومة التجنيد جزءًا حيويًا لا يتجزأ منها.

## حسب الدولة

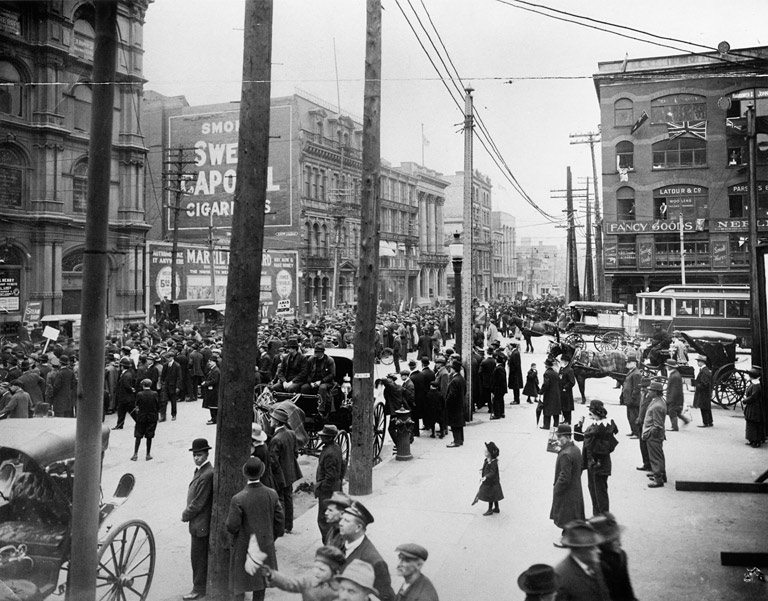
مسيرة مناهضة للتجنيد الإجباري في ساحة فيكتوريا بمدينة مونتريال، مقاطعة كيبيك، كندا.

ذُكر أن التهرب غير القانوني من التجنيد ساد كل نزاع عسكري وقع خلال القرنين العشرين والواحد والعشرين. يعود تاريخ القوانين التي تجرّم بعض ممارسات التهرب من التجنيد إلى عصر اليونان القديمة. يمكن العثور على أمثلة على التهرب من التجنيد في العديد من الدول على مدى فترات زمنية عديدة:

### بلجيكا
كانت بلجيكا خلال القرن التاسع عشر أحد الأماكن القليلة التي لجأ فيها معظم المواطنين إلى شراء وسيلة قانونية للخروج من المسودة العسكرية، والتي عُرفت أحيانًا باسم ممارسة «تخفيف العقوبة العسكرية القابلة للشراء». على الرغم من ذلك، ندد بعض السياسيين البلجيكيين بتلك الممارسات باعتبارها نظامًا يتاجر بأموال الأغنياء على حساب حياة الفقراء.

### بريطانيا
في يناير 1916، إبان منتصف الحرب العالمية الأولى، أقرت الحكومة البريطانية مشروع قانون التجنيد العسكري. بحلول يوليو من ذلك العام، لم يلبِ نحو 30% من المجندين نداء الخدمة.